# خالد كماس
خالد كماس (من مواليد 1 سبتمبر 1979) هو لاعب كرة قدم جزائري متقاعد فرنسي المولد لعب كمهاجم .

## مهنة النادي
ولد كماس في كريتيل بفرنسا.
لعب على المستوى الاحترافي في الدوري الاسكتلندي الممتاز مع دندي وماذرويل. لكلا الناديين سجل في أول ظهور له؛ في دندي سجل في أول ظهور له أمام نادي مذرويل، ثم في مذرويل سجل في أول ظهور له أمام ليفينجستون.
في 11 يوليو 2010 ، وقع كماس عقدًا لمدة عامين مع مولودية الجزائر. ومع ذلك ، سرح من النادي في الشهر التالي بعد فشله في إقناع المدرب آلان ميشيل بقدراته.

## روابط خارجية
- خالد كماس على موقع قاعدة بيانات كرة القدم.إي يو (الإنجليزية)
- خالد كماس على موقع Soccerbase.com (لاعب) (الإنجليزية)